# 大竹勇治
大竹 勇治（おおたけ ゆうじ）は、日本の元アマチュア野球選手（内野手）。

## 経歴・人物
東邦高校では2年生の時に、1965年の夏の全国に中堅手として出場し、ベスト8に進んだ。しかし、準々決勝でエースの牧憲二郎らがいた高鍋高校に敗れた。1学年上にエースの北角富士雄がいた。翌年の夏の甲子園県予選の決勝戦で、中京商業高校に敗れ、甲子園へ再び出場することはできなかった。同年のドラフト会議で阪神から4位指名を受けたが、入団に拒否した。
高校卒業後は日本通運名古屋に入社した。
その後、中学硬式野球の「名古屋西シニア」の監督を務め、当時中学生であった稲葉篤紀氏を指導した。